# Nippō-Kaigan-Quasi-Nationalpark
Der Nippō-Kaigan-Quasi-Nationalpark (japanisch 日豊海岸国定公園 Nippō kaigan kokutei kōen) ist einer von über 50 Quasi-Nationalparks in Japan. Die  Präfekturen Ōita und Miyazaki sind für die Verwaltung des Parks zuständig. Das Parkgebiet umfasst eine Fläche von ca. 85 km². Mit der IUCN-Kategorie V ist das Parkgebiet als Geschützte Landschaft/Geschütztes Marines Gebiet klassifiziert.